# Élection présidentielle américaine de 1904 dans le Mississippi
 (août 2025).
L'élection présidentielle américaine de 1904 dans le Mississippi a lieu le 8 novembre 1904 comme dans les 44 autres États qui composaient alors les États-Unis. Les électeurs mississippiens choisissent des grands électeurs pour les représenter dans le collège électoral à travers un vote populaire. Le Mississippi possède en 1904 10 grands électeurs. L'État donne l'ensemble de ses grands électeurs au candidat du Parti démocrate, l'ancien juge à la Cour d'Appel de l'État de New York Alton Parker. 
Le candidat vainqueur de ce scrutin dans tout le pays sera néanmoins le candidat républicain, le président sortant Theodore Roosevelt qui sera investi pour un second mandat le 4 mars 1905.